# セキュリティ・クリアランス
セキュリティ・クリアランス（Security clearance）は、国家機密等の秘密にすべき情報を扱う職員に対して、その適格性を確認すること。

## 日本
かつて運用されていた、特別管理秘密を扱う行政機関の職員を対象とする秘密取扱者適格性確認制度などがこれに相当した。
2023年（令和5年）2月14日に開いた経済安全保障会議において岸田文雄首相は、高市早苗経済安全保障担当相にセキュリティ・クリアランスの導入の検討する有識検討会議設置を指示し、同月22日に初会合が開かれた。
2024年（令和6年）5月10日、経済安全保障分野の重要情報に触れる資格者について、政府がセキュリティ・クリアランスを実施するための重要経済安保情報の保護及び活用に関する法律が可決成立した。
同法は2025年（令和7年）5月16日に施行され、これによりセキュリティ・クリアランス制度の運用が開始された。